# Andebol Clube de Fafe
O Andebol Clube de Fafe é um clube português de andebol sediado em Fafe. Joga no Pavilhão Municipal de Fafe.
Foi fundado em 1996 e é presença assídua nos escalões mais altos do andebol português.

## História
A criação do Pavilhão Municipal de Fafe no início da década de oitenta permitiu à Associação Desportiva de Fafe, o clube de futebol da cidade, criar um departamento de atividades amadoras para aumentar o ecletismo do clube. Assim, as modalidades de andebol e voleibol surgiram no clube na época 1982–83.
Apesar da Associação Desportiva de Fafe ter alcançado o mais alto escalão do andebol português  em 1989 e ter conquistado vários títulos regionais entretanto, vicissitudes próprias de clubes desportivos levaram a que a equipa de andebol abandonasse a casa–mãe e se tornasse autónoma com a criação de um novo clube. 
Então, a 25 de julho de 1996, surge o Andebol Clube de Fafe que, sob a responsabilidade de antigos dirigentes, começou a competir no escalão distrital mais baixo. O novo clube inscreveu-se na Associação de Andebol de Braga e na Federação de Andebol de Portugal na época de 1995–96 com 106 atletas masculinos de todos os escalões etários e 12 femininos, competindo hoje apenas com equipas masculinas. Em 2003–04, o clube participou pela primeira vez no escalão mais alto do campeonato nacional de andebol.

## Palmarés
- Campeonato Nacional (II Divisão) (2)
  - 2010–11 • 2014–15